# Joseph Warren Ray

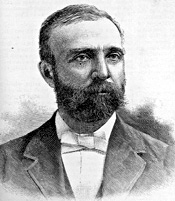
Joseph Warren Ray

Joseph Warren Ray (* 25. Mai 1849 bei Nineveh, Greene County, Pennsylvania; † 15. September 1928 in Waynesburg, Pennsylvania) war ein US-amerikanischer Politiker. Zwischen 1889 und 1891 vertrat er den Bundesstaat Pennsylvania im US-Repräsentantenhaus.

## Werdegang
Joseph Ray besuchte die öffentlichen Schulen seiner Heimat. Im Jahr 1874 absolvierte er das Waynesburg College. Nach einem anschließenden Jurastudium und seiner 1876 erfolgten Zulassung als Rechtsanwalt begann er in Waynesburg in diesem Beruf zu arbeiten. Gleichzeitig schlug er als Mitglied der Republikanischen Partei eine politische Laufbahn ein.
Bei den Kongresswahlen des Jahres 1888 wurde Ray im 24. Wahlbezirk von Pennsylvania in das US-Repräsentantenhaus in Washington, D.C. gewählt, wo er am 4. März 1889 die Nachfolge von Oscar Lawrence Jackson antrat. Da er im Jahr 1890 von seiner Partei nicht zur Wiederwahl nominiert wurde, konnte er bis zum 3. März 1891 nur eine Legislaturperiode im Kongress absolvieren.
Nach seiner Zeit im US-Repräsentantenhaus praktizierte Ray wieder als Anwalt. Von 1902 bis zu seinem Tod fungierte er als Kurator des Waynesburg College. Zwischen 1915 und 1926 war er Vorsitzender Richter im 13. Gerichtsbezirk seines Staates. Danach war er erneut als Rechtsanwalt tätig. Joseph Ray starb am 15. September 1928 in Waynesburg, wo er auch beigesetzt wurde.